# 加州美鐵
加州美鐵（英語：Amtrak California；報告標記 CDTX）是加利福尼亞州交通部（Caltrans）鐵路部門使用的品牌名稱，用於加利福尼亞州支持的三條美鐵通勤鐵路路線——首府走廊號、太平洋衝浪者號和聖華金號——及其相關的美鐵巴士連接網絡。